# Карл Фредерік Адлер
Карл Фредерік Адлер, або Карл Адлер, або Фредерік Адлер (швед. Carl Adler або швед. Carl Fredrik Adler, або швед. Fredrik Adler, 1720–1761) — шведський ботанік та лікар, військовий хірург, один з «апостолів Ліннея».

## Біографія
Народився у Стокгольмі у 1720 році.
Навчався в Уппсальскому університеті. Його учителем був видатний шведський вчений Карл Лінней. У 1761 році Карл Адлер брав участь у експедиції в Індію, у Китай та на острів Ява. Він мандрував разом із Шведською Ост-Індською компанією.
Помер на острові Ява у Індонезії у 1761 році.